# Gunong Putoh
Gunong Putoh is een bestuurslaag in het regentschap Aceh Timur van de provincie Atjeh, Indonesië. Gunong Putoh telt 206 inwoners (volkstelling 2010).